# Zdzisław Kazimierczuk
Zdzisław Kazimierczuk (ur. 12 lipca 1933 w Łachowcach, zm. 2 października 2016 w Zamościu) – polski dziennikarz i reportażysta.

## Życiorys
Od 1962 był pracownikiem “Sztandaru Ludu“. W 1968 nakładem Wydawnictwa Lubelskiego ukazał się zbiór jego reportaży pt. Pożegnanie taboru. Był jednym z współtwórców “Tygodnika Zamojskiego“, w którym w latach 1979–1981 piastował funkcję zastępcy redaktora naczelnego, zaś w latach 1981–1990 funkcję redaktora naczelnego. Był redaktorem “Przeglądu Kresowego“, a także naczelnym “Kroniki Zamojskiej“, “Kroniki Zamojszczyzny“ i “Kroniki Tygodnia“, założycielem Oficyny Wydawniczej Kresy i wydawcą “Magazynu Kresowego“, a także autorem przewodników po Zamościu, Roztoczu, Chełmie i powiecie włodawskim.